# Payback (2014)
Payback (2014) foi um pay-per-view de wrestling profissional e evento da WWE Network produzido pela WWE. O evento aconteceu em 1 de junho de 2014 na Allstate Arena, em Rosemont, Illinois. Esta foi a segunda edição da cronologia do Payback e o quinto pay-per-view de 2014 no calendário da WWE.
Nove lutas, incluindo uma no pré-show, foram disputadas no evento. No evento principal, o The Shield (Dean Ambrose, Seth Rollins e Roman Reigns) derrotaram o Evolution (Triple H, Randy Orton e Batista) em uma luta eliminatória de trios No Holds Barred. Em outras lutas importantes, John Cena derrotou Bray Wyatt em uma luta Last Man Standing e Bad News Barrett derrotou Rob Van Dam para reter o Intercontinental Championship.
Foi o primeiro pay-per-view da WWE desde o Armageddon (2006) a não apresentar uma luta por um Campeonato Mundial. O Payback atraiu 67.000 compras (excluindo visualizações da WWE Network), abaixo das 186.000 compras do ano anterior.

## Produção

### Conceito
Em 2013, a WWE estabeleceu o Payback e substituiu o pay-per-view No Way Out. O evento de 2014 foi subsequentemente o segundo evento na cronologia do Payback, estabelecendo assim o Payback como um evento anual.

### Histórias
O card consistiu em nove lutas, incluindo uma no pré-show, que resultaram de enredos roteirizados, onde os lutadores retratavam vilões, heróis ou personagens menos distinguíveis em eventos roteirizados que criaram tensão e culminaram em uma luta ou série de lutas, com resultados pré-determinados pelos escritores da WWE, enquanto as histórias foram desenvolvidas nos programas semanais de televisão da WWE, Raw e SmackDown.
A principal rivalidade para o evento foi entre o Evolution (Triple H, Randy Orton e Batista) e o The Shield (Dean Ambrose, Seth Rollins e Roman Reigns). Depois de perder para o Shield no Extreme Rules, o Evolution continuou sua rivalidade com o The Shield. Na noite seguinte no Raw, Triple H forçou Ambrose a defender seu United States Championship em uma batalha real de 20 homens, que foi vencida por Sheamus. O Shield então lutou contra a Wyatt Family mais tarde na noite; assim que as coisas mudaram a favor do Shield, o Evolution apareceu e distraiu o Shield, permitindo que Bray Wyatt derrotasse Reigns. O Evolution então atacou o Shield e atingiu Reigns com o Triple Powerbomb característico do Shield. Na semana seguinte, o The Shield desafiou o Evolution para uma revanche no Payback, que o Evolution aceitou. Foi anunciado na semana seguinte no Raw que a luta no Payback seria uma luta eliminatória de trios No Holds Barred.
Desde que custou a ele lutas pelo título no Royal Rumble e Elimination Chamber, a Wyatt Family tem lutado contra John Cena. Isso levou a várias lutas em eventos subsequentes, com Cena derrotando Bray Wyatt na WrestleMania XXX em uma luta individual e Wyatt vencendo uma luta steel cage no Extreme Rules escapando da jaula. No Raw de 12 de maio, Wyatt desafiou Cena para uma luta Last Man Standing, que foi aceita por Cena no episódio de 16 de maio do SmackDown.
O Campeão Mundial dos Pesos-Pesados da WWE, Daniel Bryan, anunciou em 12 de maio que seria submetido a uma cirurgia no pescoço no final daquela semana. Por causa disso, Stephanie McMahon sugeriu que Daniel Bryan teria que renunciar ao título se ele não pudesse retornar à ação no pay-per-view onde ele estava originalmente escalado defender o título contra Kane. Embora sua cirurgia tenha sido bem-sucedida, ainda não se sabia se Bryan poderia competir pelo título, então McMahon deu-lhe mais uma semana para entregar o título. No episódio de 26 de maio do Raw, Bryan afirmou que, embora não tenha vergonha de perder o título devido a uma lesão, ele não queria entregá-lo a McMahon depois de tudo que ele havia passado. Chateada com isso, ela deu a Bryan mais uma chance de lhe dar o título, dizendo que se ele não entregasse o título a ela no pay-per-view, ela demitiria sua esposa Brie Bella.
El Torito e Hornswoggle continuariam sua rivalidade. Eles lutaram anteriormente no Extreme Rules na primeira luta WeeLC, que viu Torito derrotar Hornswoggle. Hornswoggle lançou uma luta Máscara vs. Cabelo, apostando seu cabelo contra a máscara de El Torito, que aconteceria no pré-show.
Paige defendeu seu Divas Championship contra Alicia Fox no Payback. As duas divas se enfrentaram no episódio de 12 de maio do Raw, que Paige venceu, e no episódio de 19 de maio do Raw, que Fox venceu.
Sheamus defendeu seu United States Championship contra Cesaro no Payback. Os dois lutadores tiveram uma luta que acabou em count-out duplo no episódio de 13 de maio do Main Event. No episódio do Raw de 19 de maio, Cesaro derrotou Sheamus em uma revanche sem o título devido a uma distração do empresário de Cesaro, Paul Heyman, preparando a luta pelo título no pay-per-view.
Na edição de 19 de maio do Raw, houve três combates de vencer o relógio para determinar um novo desafiante número um para enfrentar Bad News Barrett pelo Intercontinental Championship np Payback. As lutas foram Big E x Ryback, Rob Van Dam x Alberto Del Rio e Dolph Ziggler x Mark Henry. Big E venceu Ryback para definir o tempo de 5:02; Van Dam derrotou Del Rio e estabeleceu um novo tempo de 4:15, e Ziggler e Henry lutaram para um empate com limite de tempo. Isso deu a Van Dam a vitória e a chance pelo título.
No episódio do Raw de 26 de maio, Zack Ryder comemorou o Memorial Day entrando com uma bandeira americana antes de enfrentar Rusev. Rusev derrotou Ryder por submissão, mas se recusou a desistir depois que o sino tocou até que Big E entrou, eventualmente tirando Rusev do ringue. Isso criou uma luta entre os dois homens no Payback.

## Evento
| Função:                   | Nome:                    |
| ------------------------- | ------------------------ |
| Comentaristas em inglês   | Michael Cole             |
| Comentaristas em inglês   | John "Bradshaw" Layfield |
| Comentaristas em inglês   | Jerry Lawler             |
| Comentaristas em espanhol | Carlos Cabrera           |
| Comentaristas em espanhol | Marcelo Rodriguez        |
| Comentaristas em espanhol | Ricardo Rodriguez        |
| Entrevistador             | Byron Saxton             |
| Anunciadores de ringue    | Lilian Garcia            |
| Anunciadores de ringue    | Justin Roberts           |
| Árbitros                  | Charles Robinson         |
| Árbitros                  | John Cone                |
| Árbitros                  | Darrick Moore            |
| Árbitros                  | Ryan Tran                |
| Árbitros                  | Chad Patton              |
| Painel do pré-show        | Josh Mathews             |
| Painel do pré-show        | Booker T                 |
| Painel do pré-show        | Kofi Kingston            |
| Painel do pré-show        | Alex Riley               |

### Pré-show
Durante o pré-show do Payback, El Torito derrotou Hornswoggle em uma luta Máscara vs. Cabelo, que foi seguida por El Torito raspando a cabeça de Hornswoggle em uma cadeira de barbeiro ao lado do ringue.

### Lutas preliminares
O pay-per-view começou com Sheamus defendendo o United States Championship contra Cesaro. No final, Cesaro realizou um Cesaro Swing em Sheamus. Quando Cesaro tentou o pin em Sheamus, Sheamus fez um Small Package para reter o título.
Em seguida, Cody Rhodes e Goldust enfrentaram Ryback e Curtis Axel. A luta terminou quando Rhodes tentou um Beautiful Disaster Kick em Ryback, mas Ryback pegou Rhodes e executou um Shellshocked em Rhodes para a vitória. Após a luta, Rhodes disse a Goldust que, como eles perderam muitas lutas juntos recentemente, ele merecia um parceiro melhor e o abandonou.
Depois disso, Rusev enfrentou Big E. Rusev forçou Big E a se submeter ao The Accolade para vencer a luta.
Na quarta luta, Kofi Kingston enfrentou Bo Dallas. A luta terminou em no contest depois que Kane desceu ao ringue e atacou Kingston com um Chokeslam e um Tombstone Piledriver.
Mais tarde, Bad News Barrett defendeu o Intercontinental Championship contra Rob Van Dam. O fim veio quando Van Dam tentou um Split Legged Moonsault, mas Barrett rebateu o movimento levantando os joelhos. Barrett executou um Bull Hammer para reter o título.
O próximo foi um segmento envolvendo o Campeão Mundial dos Pesos Pesados da WWE Daniel Bryan e Stephanie McMahon sobre Bryan abdicar do título ou sua esposa Brie Bella seria demitida. Como Bryan estava prestes a renunciar ao título, Brie anunciou que havia se demitido. Depois que McMahon riu dela, Brie deu um tapa em McMahon.
Na próxima luta, John Cena enfrentou Bray Wyatt em um Last Man Standing. Antes da luta, os Campeões de Duplas The Usos apareceram para apoiar Cena e neutralizar Luke Harper e Erick Rowan da Wyatt Family. Durante a luta, os dois homens executaram seus respectivos movimentos de finalização - Wyatt o Sister Abigail e Cena um Attitude Adjustment - mas em ambos os casos, o adversário não se manteve no chão. Depois que Rowan atacou Cena, Harper e Rowan lutaram com os Usos. Depois que os dois homens atacaram o outro com uma cadeira, Wyatt executou um Drop Suplex através de uma mesa em Cena, mas Cena venceu a contagem. Cena saltou do apron, mas Wyatt pegou Cena e executou um Sister Abigail, com Cena conseguindo se levantar. Cena aplicou um Attitude Adjustment em Wyatt, mas Harper e Rowan voltaram, atacaram Cena e ajudaram Wyatt a se levantar. Os Usos voltaram, atacando Harper e Rowan. Jey colocou Rowan em uma mesa com um Running Hip Attack, que foi seguido por Harper colocando Jimmy em duas mesas com um Superplex. Wyatt executou um Running Crossbody através da barricada em Cena, mas Cena conseguiu se levantar. No final, Cena executou um Attitude Adjustment através de uma caixa de equipamentos em Wyatt e empurrou outra caixa em cima da caixa em que Wyatt estava. Como Wyatt não se levantou, Cena venceu a luta. A luta seria nomeada mais tarde a luta do ano pela Pro Wrestling Illustrated.
Na penúltima luta, Paige defendeu o Divas Championship contra Alicia Fox. Paige forçou Fox a se submeter ao PTO para reter o título.

### Evento principal
No evento principal, o The Shield enfrentou o Evolution em uma luta eliminatória de trios No Holds Barred. No início, Rollins lutou com Triple H, Ambrose lutou com Orton e Reigns lutou com Batista. Eventualmente, as duas equipes lutaram no ringue. A luta se transformou em uma briga por toda a arena, onde Orton atacou Ambrose e Triple H atingiu Rollins com um monitor de TV. O Evolution executou um Triple Powerbomb através de uma mesa de transmissão em Reigns. Ambrose e Rollins lutaram com o Evolution na entrada, onde Orton executou um Belly-to-Back Suplex através de uma cadeira em Ambrose e Triple H executou um Pedigree em Rollins em uma cadeira. De volta ao ringue, Batista executou um Spinebuster em Reigns, o Evolution atingiu Reigns com bastões de kendo enquanto ele estava incapacitado nos degraus de aço.
Reigns executou um Superman Punch em Orton, mas Triple H atingiu Reigns com uma cadeira. O Evolution lutou com o The Shield no caminho de entrada novamente, onde Rollins saltou do TitanTron em cima do Evolution. De volta ao ringue, Rollins tentou um diving knee, Batista rebateu com um Spear no ar. Quando ele estava prestes a pinar Rollins, Reigns executou um Spear em Batista, permitindo que Rollins o eliminasse. Ambrose atingiu Orton após Orton tentar um DDT de segunda corda em Reigns com uma cadeira e executar um Dirty Deeds na cadeira para eliminá-lo. Triple H acertou um golpe baixo em Ambrose e tentou um Pedigree, mas Reigns executou um Superman Punch em Triple H. Batista executou um Spear em Reigns e Orton passou a Triple H sua marreta. Triple H atingiu Ambrose com a marreta e tentou acertar Reigns com a marreta, mas Rollins executou um springboard high knee em Triple H. Reigns executou um Spear em Triple H para eliminá-lo e vencer a luta para o The Shield.

## Depois do evento
No episódio de 2 de junho do Raw, Stephanie McMahon anunciou que Daniel Bryan defenderia seu WWE World Heavyweight Championship contra Kane em uma luta de maca se ele fosse capaz de competir. Se Bryan não fosse capaz de competir, ele perderia o título, e a luta Money in the Bank seria pelo WWE World Heavyweight Championship. No entanto, Bryan foi oficialmente destituído do título no Raw de 9 de junho.

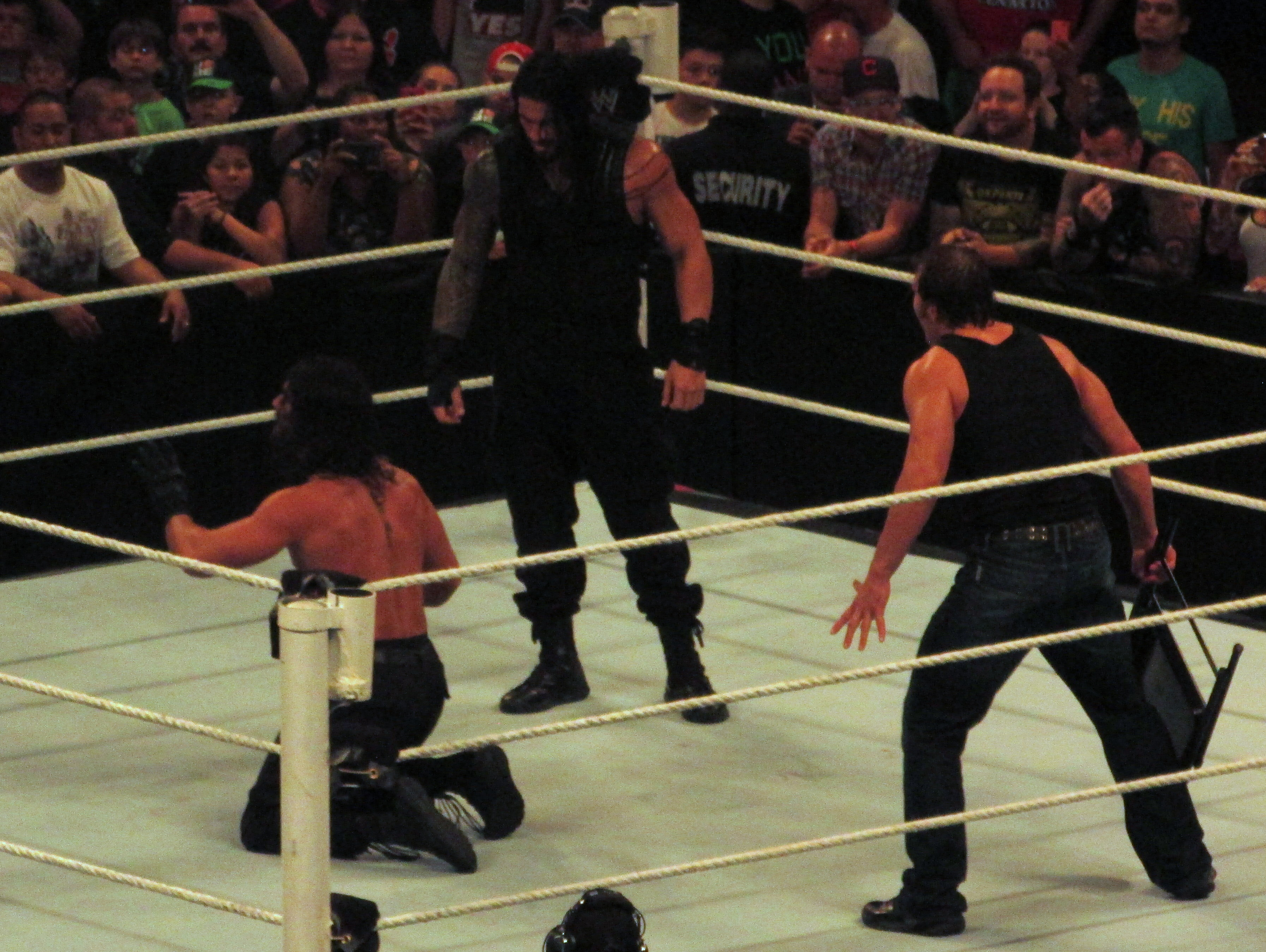
Seth Rollins, de joelhos, sendo confrontado por seus ex-companheiros de equipe Dean Ambrose e Roman Reigns depois que ele os traiu

Enquanto o Evolution estava no ringue dizendo que sua derrota para o The Shield não era o fim de sua rivalidade, Batista interrompeu Triple H, exigindo a luta mano-a-mano pelo WWE World Heavyweight Championship que ele havia ganho no Royal Rumble. Depois que Triple H explicou que Batista não poderia ter uma chance pelo título naquela noite devido à lesão de Bryan, Batista anunciou sua demissão e deixou o ringue. Mais tarde naquela noite, Triple H e Randy Orton confrontaram o The Shield, com Triple H anunciando que sua derrota no Payback era o "Plano A", e que ele tinha um "Plano B". Sem aviso, Seth Rollins atacou Dean Ambrose e Roman Reigns com uma cadeira de aço, virando as costas para o Shield e se alinhando com a Authority.
Bo Dallas enfrentou Kofi Kingston em uma revanche. Bo acabou derrotando Kingston, continuando sua seqüência invicta.
Na noite seguinte no Raw, Cody escolheu Sin Cara como o novo parceiro de Goldust e os dois enfrentaram Curtis Axel e Ryback. Sin Cara e Goldust acabaram perdendo e Cody, que assistia a luta nos bastidores, estava com uma expressão decepcionada. Ele então escolheu R-Truth na próxima semana no Raw e finalmente como uma nova persona chamada Stardust.
Em junho, Paige rivalizou com Cameron e a derrotou em duas lutas sem título. No entanto, a dupla de dupla de Cameron, Naomi, venceu Paige em uma luta sem título, levando Naomi a ganhar uma luta pelo título no Money in the Bank, que ela perdeu.

## Resultados
| Nº                                          | Resultados | Estipulações                                       | Tempo |
| ------------------------------------------- | --- | -------------------------------------------------- | ----- |
| Pré- show                                   | El Torito (com Diego e Fernando) derrotou Hornswoggle (com Heath Slater, Jinder Mahal e Drew McIntyre)        | Luta cabelo vs. máscara                            | 07:14 |
| 1                                           | Sheamus (c) derrotou Cesaro (com Paul Heyman)                                                                 | Luta individual pelo United States Championship    | 11:38 |
| 2                                           | RybAxel (Ryback e Curtis Axel) derrotaram Cody Rhodes e Goldust                                               | Luta de duplas                                     | 7:49  |
| 3                                           | Rusev (com Lana) venceu Big E por submissão                                                                   | Luta individual                                    | 3:40  |
| 4                                           | Kofi Kingston vs. Bo Dallas acabou sem vencedor                                                               | Luta individual                                    | 0:32  |
| 5                                           | Bad News Barrett (c) derrotou Rob Van Dam                                                                     | Luta individual pelo Intercontinental Championship | 9:32  |
| 6                                           | John Cena (com Jey Uso e Jimmy Uso) derrotou Bray Wyatt (com Luke Harper e Erick Rowan)                       | Luta Last Man Standing                             | 24:24 |
| 7                                           | Paige (c) derrotou Alicia Fox por submissão                                                                   | Luta individual pelo Divas Championship            | 6:37  |
| 8                                           | The Shield (Dean Ambrose, Seth Rollins e Roman Reigns) derrotaram Evolution (Batista, Randy Orton e Triple H) | Luta de trios de eliminação "No Holds Barred"      | 30:56 |
| (c) – Refere-se aos campeões antes da luta. | |                                                    |       |

### Luta de Eliminação "No Holds Barred"
| Ordem de eliminação | Lutador     | Time       | Eliminado por | Movimento de eliminação                                | Tempo      |
| ------------------- | ----------- | ---------- | ------------- | ------------------------------------------------------ | ---------- |
| 1º                  | Batista     | Evolution  | Seth Rollins  | Pinado após um Spear de Reigns                         | 27:32      |
| 2º                  | Randy Orton | Evolution  | Dean Ambrose  | Pinado após um Dirty Deeds em uma cadeira              | 28:37      |
| 3º                  | Triple H    | Evolution  | Roman Reigns  | Pinado após um Diving high knee de Rollins em um Spear | 30:56      |
| Vencedor(es):       | The Shield  | The Shield | The Shield    | The Shield                                             | The Shield |